# リー・ミラー
リー・ミラー（Lee Miller、Elizabeth Miller、1907年4月23日 - 1977年7月21日）は、アメリカ合衆国の写真家。ポートレイト、ファッション写真、報道写真（とりわけ第二次世界大戦のヨーロッパ戦線（特にイギリスやドイツ）における戦争写真）の分野で主として活躍。「マーガレット・バーク＝ホワイト、ドロシア・ラングと並んで20世紀を代表する女流写真家のひとり」とされることもある。

## 略歴など
- ニューヨーク州ポキプシー生まれ。
- 18歳でパリにわたり照明、衣装、舞台美術を学んだのち1926年に帰国。
- エドワード・スタイケン、ニコラス・マレイ、アーノルド・ゲンスらのモデルとして活躍。
- 1929年に再度ヨーロッパへわたり、フィレンツェ・ローマを経てパリに落ち着く。リー・ミラーが押しかけ、マン・レイの弟子かつ愛人となる。
- 1930年、モンパルナスにスタジオを開設し、シャネルなどのファッションデザイナーの仕事を行った。また、ジョージ・ホイニンゲン＝ヒューンの助手もした。
- 1932年、マン・レイと別れ、ニューヨークに戻り、スタジオ設立（なお、マン・レイの次の恋人は、ダンサーのアディ・フィドラン）。
- 1934年、エジプト人実業アジズ・エルイ・ベイと結婚、カイロへ。
- 1937年、画家、美術品蒐集家、美術評論家のローランド・ペンローズ（Roland Penrose、ロジャー・ペンローズの叔父）と出会う。
- 1939年、エルイ・ベイと実質的に離別し、イギリスへ（ローランド・ペンローズとの交際）。
- 1940年、イギリス版『ヴォーグ』にて活躍。主としてポートレートとファッション写真。
- 1941年、写真集『灰色の栄光　戦火のイギリス写真集』に22点の作品が掲載。
- 1942年、従軍記者となりイギリスやドイツの戦争の写真・収容所の写真を撮影する。『ライフ』のカメラマン、デヴィッド・E・シャーマン（David E. Sherman）と多くの取材を行う。
- 1945年、写真集『海軍婦人部隊』刊行。
- 1947年、エルイ・ベイと正式に離婚し、すでに交際していたローランド・ペンローズと結婚、9月に出産（名前はアントニー）。
- 1950年代にはヴォーグから離れた。
- 1953年、展覧会「頭部の驚異と戦慄」（Wonder and Horror of the Human Head）をローランド・ペンローズと企画（ロンドン・現代美術研究所）。
- 1977年、イギリスのチディングリ（Chiddingly）で、ガンにより死す

その写真作品の中には美術家の写真も多く、リー・ミラーの交友の幅広さを物語る。
存命中には、大きな展覧会の開催も、作品をまとめた写真集の出版もなかった。
美貌の女性であり、（男女関係も含めて）活発・奔放な生活を送った。
マン・レイの「天文台の時ー恋人たち」（1934年など、巨大な唇が空に浮かぶ作品）の唇はリー・ミラーの唇をモデルにしている（下記文献「リー・ミラー　自分を愛したヴィーナス」参照）。

## 日本における展覧会
- 「リー・ミラーの写真」展　20世紀に何を見たか（横浜美術館、1991年1月26日（土）～2月25日（月）、96点出品）
  - 三つ折のパンフレットあり（写真図版12点、出品リスト（全96点））